# Cabiate
Cabiate – miejscowość i gmina we Włoszech, w regionie Lombardia, w prowincji Como.
Według danych na rok 2004 gminę zamieszkiwało 6750 osób, 2250 os./km².